# 鈔狂
〈鈔狂〉（英語："Psycho"）是美国说唱歌手波兹·马龙的歌曲，Ty Dolla $ign助阵献唱。歌曲作为波兹·马龙的第二支录音室专辑《趴踢人生》的第三支单曲，于2018年2月23日由聯眾唱片发行。歌曲的创作和制作由路易·贝尔和马龙完成，Ty Dolla Sign也参与了歌曲的创作。歌曲的歌词聊了马龙的生活方式，以及探讨了名声过大和诚信问题的主题。歌曲空降美国《告示牌》百大單曲榜第二位，次于德雷克的《神的旨意》，并于2018年6月升至第一位。

## 发行和宣传
马龙在2017年1月4日发出了歌曲的第一则预告，一段人在录音室放歌曲的视频。一年后在2018年2月21日，他在推特上放出三十秒的歌曲片段，展现主歌的旋律。单曲封面中主体是一只狼和一架推土機，机身上印有“Posty Co.”的字样。此外还为歌曲推出了产品，三件不同款的长袖T恤。

## 作曲
依据杂志《公告牌》和《Spin》的报道，歌曲有着慢摇陷阱乐节奏并且旋律上与马龙2015年的歌曲《White Iverson》相似。

## 音乐视频
〈鈔狂〉的官方音乐视频在2018年3月22日公开。视频由詹姆斯·迪纳执导。拍摄了马龙驾驶一辆FM103 Spartan装甲输送车，用火焰喷射器与狼搏斗，以及马龙和Sign处在飞机残骸中。

## 鸣谢名单
整理自Tidal。
- 波兹·马龙 – 制作，伴奏，演唱
- Ty Dolla Sign – 助阵演唱
- 路易·贝尔 – 制作，伴奏，录音，配唱
- 曼尼·马拉昆（英语：Manny Marroquin） – 混音

## 排行榜
| 排行榜（2018年）                        | 最高 排名 |
| --------------------------------------- | --------- |
| 澳大利亚（澳大利亚唱片业协会單曲榜）    | 1         |
| 奥地利（Ö3四十强单曲榜）                | 5         |
| 比利时佛兰德（Ultratop五十强单曲榜）    | 15        |
| 比利时瓦隆（Ultratip榜外單曲榜）        | 1         |
| 加拿大（Canadian Hot 100）              | 1         |
| 捷克（百強數位單曲榜）                  | 4         |
| 丹麥（Hitlisten单曲榜）                 | 2         |
| 萨尔瓦多（拉美監控）                    | 14        |
| 芬兰（芬蘭官方單曲榜）                  | 4         |
| 法国（法國唱片出版業公會單曲榜）        | 102       |
| 6                                       |           |
| 希腊（國際唱片業協會希臘分會）          | 4         |
| 匈牙利（四十強單曲榜）                  | 27        |
| 匈牙利（四十強串流榜）                  | 2         |
| 愛爾蘭（愛爾蘭唱片音樂協會单曲榜）      | 2         |
| 意大利（意大利音乐产业联盟单曲榜）      | 18        |
| 馬來西亞（馬來西亞唱片業協會）          | 6         |
| 荷兰（荷蘭四十強單曲榜）                | 18        |
| 荷兰（百强单曲榜）                      | 8         |
| 新西兰（新西兰唱片音乐协会单曲榜）      | 2         |
| 挪威（世道單曲榜）                      | 2         |
| 葡萄牙（葡萄牙唱片業協會单曲榜）        | 3         |
| 蘇格蘭（官方榜单公司單曲榜）            | 23        |
| 新加坡（新加坡唱片業協會）              | 19        |
| 斯洛伐克（百強數位單曲榜）              | 1         |
| 西班牙（PROMUSICAE）                    | 62        |
| 瑞典（瑞典最熱榜）                      | 1         |
| 瑞士（瑞士热门音乐榜）                  | 11        |
| 英國（官方榜单公司單曲榜）              | 4         |
| 美国（《告示牌》百大單曲榜）            | 1         |
| 美國（《告示牌》Adult Pop Airplay）     | 36        |
| 美國（《告示牌》Hot R&B/Hip-Hop Songs） | 1         |
| 美國（《告示牌》Pop Airplay）           | 1         |
| 美國（《告示牌》Rhythmic Songs）        | 1         |

## 销量认证
| 地區                                                       | 认证    | 认证单位/销量 |
| ---------------------------------------------------------- | ------- | ------------- |
| 澳大利亚（澳大利亚唱片业协会）                             | 3× 白金 | 210,000‡      |
| 比利时（比利時唱片音樂協會）                               | 金      | 15,000‡       |
| 巴西（巴西唱片業協會）                                     | 白金    | 40,000‡       |
| 加拿大（加拿大音乐协会）                                   | 3× 白金 | 0‡            |
| 意大利（意大利音乐产业联盟）                               | 白金    | 50,000‡       |
| 墨西哥（墨西哥音像製品協會）                               |         | 30,000        |
| 新西兰（新西兰唱片音乐协会）                               | 白金    | 30,000‡       |
| 挪威（國際唱片業協會挪威分会）                             | 白金    | 60,000‡       |
| 葡萄牙（葡萄牙唱片协会）                                   | 金      | 5,000‡        |
| 英国（英国唱片业协会）                                     | 白金    | 600,000‡      |
| 美国（美國唱片業協會）                                     | 3× 白金 | 3,000,000‡    |
| *僅含認證的實際銷量 ^僅含認證的出貨量 ‡僅含認證的+實際銷量 |         |               |

## 发行历史
| 地区     | 日期          | 形式         | 厂牌 | 参文   |
| -------- | ------------- | ------------ | ---- | ------ |
| 多个地区 | 2018年2月23日 | 数字下载     | 联众 | [ 16 ] |
| 美国     | 2018年2月28日 | 节奏当代电台 | 联众 | [ 61 ] |